# 2002년 FIFA 월드컵 예선
2002년 FIFA 월드컵 예선에는 총 199개 팀이 참가했는데, 공동 개최국인 대한민국과 일본이 자동 진출하였고, 프랑스가 지난 대회 우승 팀 자격으로 자동 진출하여, 29장의 진출권을 놓고 예선을 치렀다.
2002년 FIFA 월드컵에 출전하게 될 29개의 티켓은 배분은 아래와 같이 이루어졌다.
- 유럽 (UEFA) : 14.5장 (51개 팀), 9장 (본선 직행) + 1장 (전년도 우승 팀 프랑스) + 4장 (플레이오프를 통해 진출함) + 0.5장 (아시아와의 대륙간 플레이오프를 통해 결정함)
- 남아메리카 (CONMEBOL) : 4.5장 (10개 팀), 4장 (본선 직행) + 0.5장 (오세아니아와의 대륙간 플레이오프를 통해 결정함)
- 북아메리카 (CONCACAF) : 3장 (35개 팀)
- 아프리카 (CAF) : 5장 (51개 팀)
- 아시아 (AFC) : 4.5장 (40개 팀), 2장 (본선 직행) + 2장 (공동 개최국 대한민국, 일본) + 0.5장 (유럽과의 대륙간 플레이오프를 통해 결정함)
- 오세아니아 (OFC) : 0.5장 (10개 팀, 남미와의 대륙간 플레이오프를 통해 결정함)

## 지역 예선
- 유럽 (UEFA)

1조 - 러시아 본선 진출. 슬로베니아 플레이오프 진출.
2조 - 포르투갈 본선 진출. 아일랜드 플레이오프 진출.
3조 - 덴마크 본선 진출. 체코 플레이오프 진출.
4조 - 스웨덴 본선 진출. 터키 플레이오프 진출.
5조 - 폴란드 본선 진출. 우크라이나 플레이오프 진출.
6조 - 크로아티아 본선 진출. 벨기에 플레이오프 진출.
7조 - 스페인 본선 진출. 오스트리아 플레이오프 진출.
8조 - 이탈리아 본선 진출. 루마니아 플레이오프 진출.
9조 - 잉글랜드 본선 진출. 독일 플레이오프 진출.
플레이오프 - 아일랜드가 대륙간 플레이오프 진출, 나머지 8팀은 UEFA 플레이오프 진출.
슬로베니아, 터키, 벨기에, 독일이 UEFA 플레이오프를 통해 본선 진출.
- 남미 (CONMEBOL)

아르헨티나, 에콰도르, 브라질, 파라과이 본선 진출. 우루과이 플레이오프 진출.
- 북중미카리브 (CONCACAF)

코스타리카, 멕시코, 미국 본선 진출.
- 아프리카 (CAF)

A조 - 카메룬 본선 진출.
B조 - 나이지리아 본선 진출.
C조 - 세네갈 본선 진출.
D조 - 튀니지 본선 진출.
E조 - 남아프리카 공화국 본선 진출.
- 아시아 (AFC)

A조 - 사우디아라비아 본선 진출. 이란 플레이오프 진출.
B조 - 중국 본선 진출. 아랍에미리트 플레이오프 진출.
플레이오프 - 이란 대륙간 플레이오프 진출.
- 오세아니아 (OFC)

1조 - 오스트레일리아 최종 예선 진출.
2조 - 뉴질랜드 최종 예선 진출.
최종 예선 - 오스트레일리아 대륙간 플레이오프 진출.

## 대륙간 플레이오프
- 유럽 - 아시아 플레이오프
  -  아일랜드가 합계 2 : 1로 본선 진출.

| 팀 1     | 합계  | 팀 2 | 1차전 | 2차전 |
| -------- | ----- | ---- | ----- | ----- |
| 아일랜드 | 2 - 1 | 이란 | 2 - 0 | 0 - 1 |

- 오세아니아 - 남미 플레이오프
  -  우루과이가 합계 3 : 1로 본선 진출.

| 팀 1           | 합계  | 팀 2     | 1차전 | 2차전 |
| -------------- | ----- | -------- | ----- | ----- |
| 오스트레일리아 | 1 - 3 | 우루과이 | 1 - 0 | 0 - 3 |

## 본선 진출국

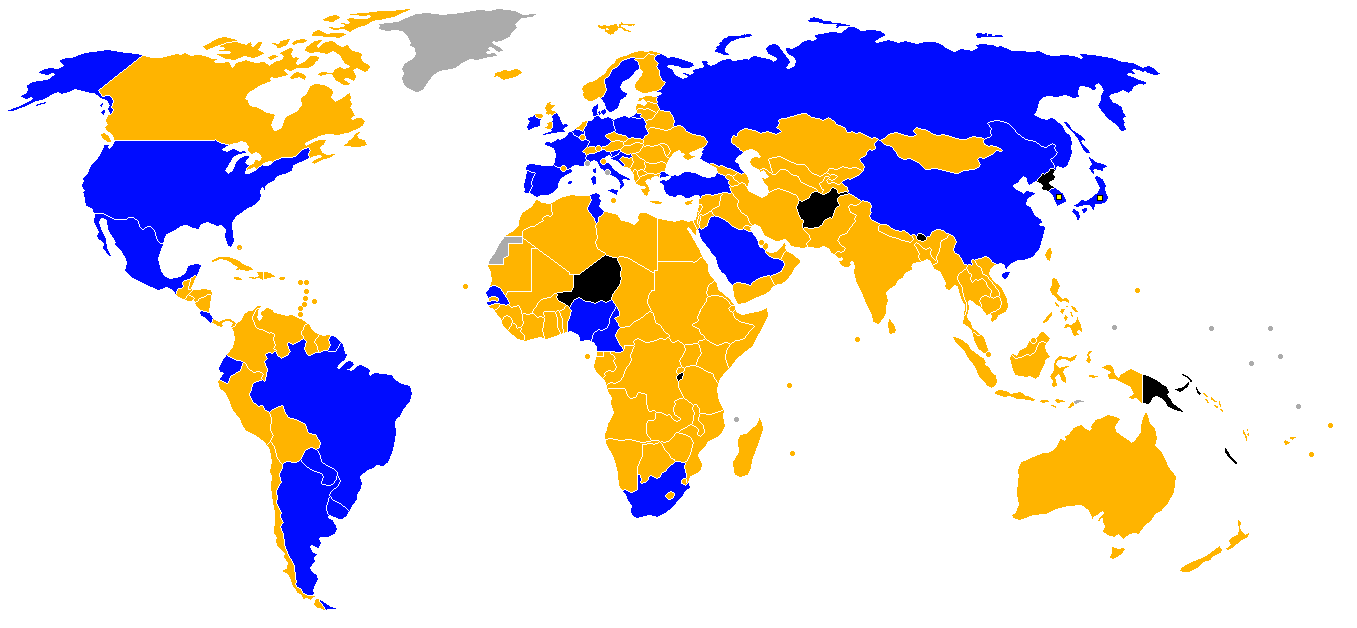
2002년 FIFA 월드컵 예선

|  | 본선 진출                 |
|  | 탈락 (기권과 실격을 포함) |
|  | 불참                      |
|  | FIFA 비회원               |

| 팀                | 참가 자격                       | 본선 진출 확정일 | 통산 출전 횟수 | 마지막 진출 | 연속 진출 횟수 | 역대 최고 성적                           |
| ----------------- | ------------------------------- | ---------------- | -------------- | ----------- | -------------- | ---------------------------------------- |
| 대한민국(H)       | 공동 개최국                     | 1996년 5월 31일  | 6              | 1998        | 5              | 조별 리그 (1954, 1986, 1990, 1994, 1998) |
| 일본(H)           | 공동 개최국                     | 1996년 5월 31일  | 2              | 1998        | 2              | 조별 리그 (1998)                         |
| 프랑스(C)         | 1998년 FIFA 월드컵 우승         | 1998년 7월 12일  | 11             | 1998        | 2              | 우승 (1998)                              |
| 카메룬            | 아프리카 최종 예선 A조 1위      | 2001년 7월 1일   | 5              | 1998        | 4              | 8강 (1990)                               |
| 남아프리카 공화국 | 아프리카 최종 예선 E조 1위      | 2001년 7월 1일   | 2              | 1998        | 2              | 조별 리그 (1998)                         |
| 튀니지            | 아프리카 최종 예선 D조 1위      | 2001년 7월 15일  | 3              | 1998        | 2              | 조별 리그 (1978, 1998)                   |
| 세네갈            | 아프리카 최종 예선 C조 1위      | 2001년 7월 21일  | 1              | 첫 출전     | 1              | 첫 출전                                  |
| 나이지리아        | 아프리카 최종 예선 B조 1위      | 2001년 7월 29일  | 3              | 1998        | 3              | 16강 (1994, 1998)                        |
| 아르헨티나        | 남미 지역 예선 1위              | 2001년 8월 15일  | 13             | 1998        | 8              | 우승 (1978, 1986)                        |
| 폴란드            | 유럽 예선 5조 1위               | 2001년 9월 1일   | 6              | 1986        | 1              | 3위 (1974, 1982)                         |
| 스웨덴            | 유럽 예선 4조 1위               | 2001년 9월 5일   | 10             | 1994        | 1              | 준우승 (1958)                            |
| 스페인            | 유럽 예선 7조 1위               | 2001년 9월 5일   | 11             | 1998        | 7              | 4위 (1950)                               |
| 코스타리카        | 북중미 최종 예선 1위            | 2001년 9월 5일   | 2              | 1990        | 1              | 16강 (1990)                              |
| 러시아(1)         | 유럽 예선 1조 1위               | 2001년 10월 6일  | 9              | 1994        | 1              | 4위 (1966)                               |
| 포르투갈          | 유럽 예선 2조 1위               | 2001년 10월 6일  | 3              | 1986        | 1              | 3위 (1966)                               |
| 덴마크            | 유럽 예선 3조 1위               | 2001년 10월 6일  | 3              | 1998        | 2              | 8강 (1998)                               |
| 크로아티아        | 유럽 예선 6조 1위               | 2001년 10월 6일  | 2              | 1998        | 2              | 3위 (1998)                               |
| 이탈리아          | 유럽 예선 8조 1위               | 2001년 10월 6일  | 15             | 1998        | 11             | 우승 (1934, 1938, 1982)                  |
| 잉글랜드          | 유럽 예선 9조 1위               | 2001년 10월 6일  | 11             | 1998        | 2              | 우승 (1966)                              |
| 중화인민공화국    | 아시아 최종 예선 B조 1위        | 2001년 10월 7일  | 1              | 첫 출전     | 1              | 첫 출전                                  |
| 미국              | 북중미 최종 예선 2위            | 2001년 10월 7일  | 7              | 1998        | 4              | 3위 (1930)                               |
| 사우디아라비아    | 아시아 최종 예선 A조 1위        | 2001년 10월 21일 | 3              | 1998        | 3              | 16강 (1994)                              |
| 파라과이          | 남미 지역 예선 4위              | 2001년 11월 8일  | 6              | 1998        | 2              | 16강 (1986, 1998)                        |
| 멕시코            | 북중미 최종 예선 3위            | 2001년 11월 11일 | 12             | 1998        | 3              | 8강 (1970, 1986)                         |
| 벨기에            | 유럽 플레이오프 승자            | 2001년 11월 14일 | 11             | 1998        | 6              | 4위 (1986)                               |
| 독일(2)           | 유럽 플레이오프 승자            | 2001년 11월 14일 | 15             | 1998        | 12             | 우승 (1954, 1974, 1990)                  |
| 슬로베니아        | 유럽 플레이오프 승자            | 2001년 11월 14일 | 1              | 첫 출전     | 1              | 첫 출전                                  |
| 튀르키예          | 유럽 플레이오프 승자            | 2001년 11월 14일 | 2              | 1954        | 1              | 조별 리그 (1954)                         |
| 에콰도르          | 남미 지역 예선 2위              | 2001년 11월 14일 | 1              | 첫 출전     | 1              | 첫 출전                                  |
| 브라질            | 남미 지역 예선 3위              | 2001년 11월 14일 | 17             | 1998        | 17             | 우승 (1958, 1962, 1970, 1994)            |
| 아일랜드          | 유럽-아시아 플레이오프 승자     | 2001년 11월 15일 | 3              | 1994        | 1              | 8강 (1990)                               |
| 우루과이          | 남미-오세아니아 플레이오프 승자 | 2001년 11월 25일 | 10             | 1990        | 1              | 우승 (1930, 1950)                        |

- (H) - 공동 개최국으로서 자동 진출
- (C) - 1998년 FIFA 월드컵 우승 팀으로서 자동 진출
- 1 1958년부터 1990년까지 소련으로 출전한 것을 포함한다. 만약 소련으로서의 기록을 제외한다면 이번이 2번째 출전이다.
- 2 1954년부터 1990년까지 서독으로 출전한 것을 포함한다.
- 굵은 글씨로 표시된 팀은 2002년 FIFA 월드컵 본선 조 추첨에서 톱 시드를 배정받은 팀이다.